# 大卡緬卡河

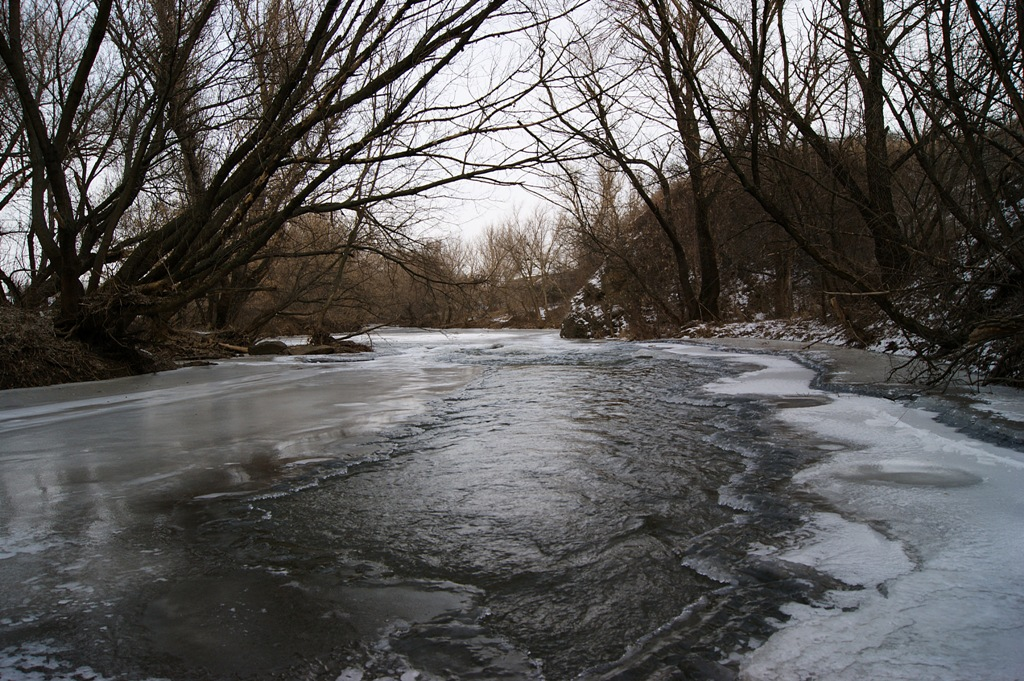

大卡緬卡河（俄语：Большая Каменка），或按烏克蘭語名譯大卡姆揚卡河（烏克蘭語：Велика Камʼянка），是東歐的河流，流經烏克蘭的盧甘斯克州和俄羅斯的羅斯托夫州，屬於北頓涅茨河的右支流，發源自烏克蘭頓涅茨嶺村莊科夫帕科韋，河道全長118公里，集水區面積1,810平方公里。